# Echeveria shaviana
Echeveria shaviana är en fetbladsväxtart som beskrevs av Walther. Echeveria shaviana ingår i släktet Echeveria och familjen fetbladsväxter. Inga underarter finns listade i Catalogue of Life.

## Bildgalleri

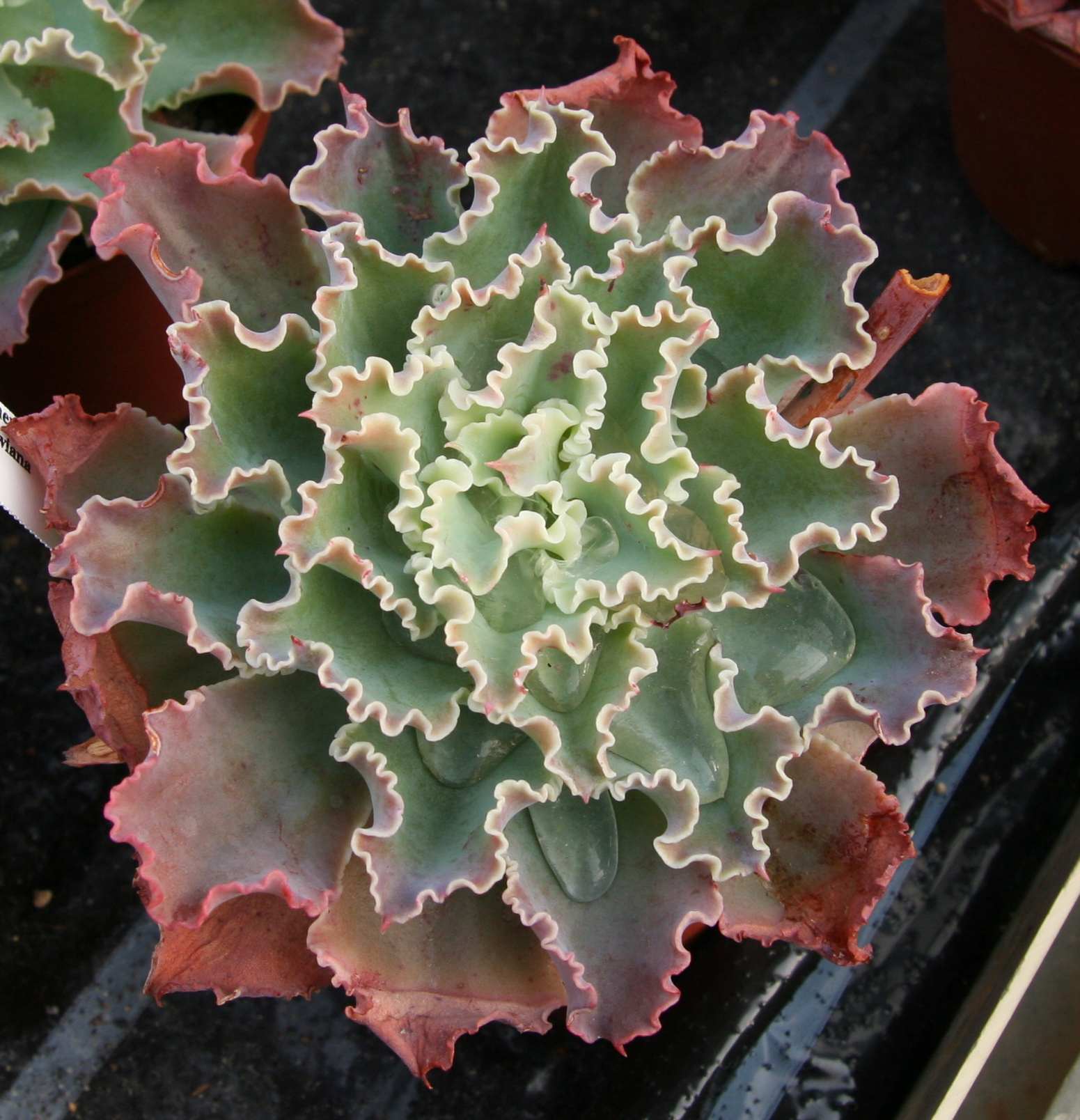
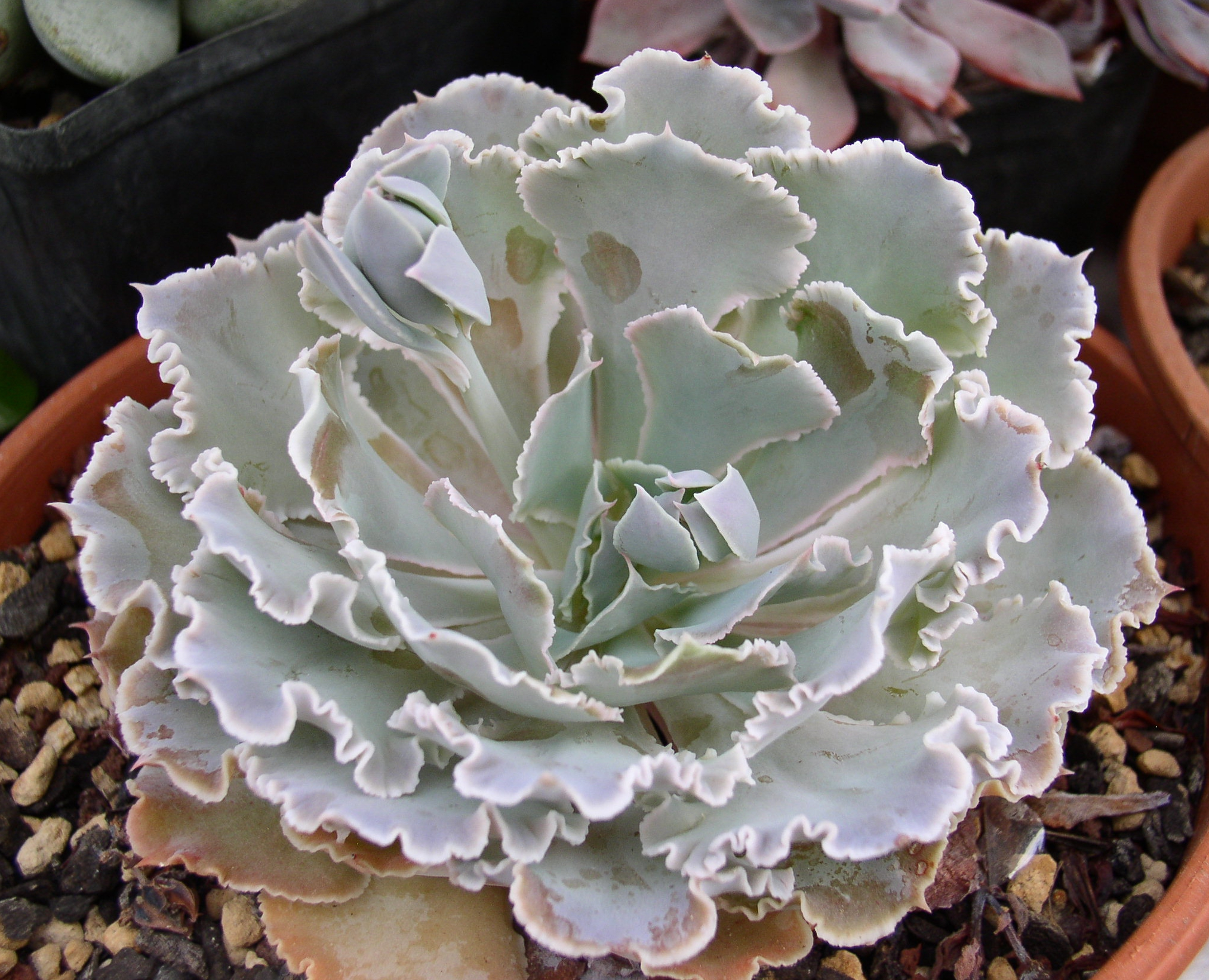